# Wilbrand (Name)
Wilbrand ist ein norddeutscher Vorname und Familienname.

## Herkunft und Schreibweise
Der Name Wilbrand findet sich in verschiedenen Schreibweisen, darunter Wilbrand, Willibrand, Wil(d)brand oder Wilbrand(t).
Als Herkunft für den Namen wird althochdeutsch oder altsächsisch willio mit der Bedeutung „Wille, Verlangen, Wunsch“ und brand „Brand, flammendes Schwert“ genannt. Eine weitere mögliche Herkunft des Namens ist auch althochdeutsch (willo + brand) mit der Bedeutung „Schwertwunde“.

## Namensträger
- Wilbrand von Käfernburg (auch Wulbrand oder Hildebrand; 1180–1253), von 1235 bis 1253 Erzbischof von Magdeburg
- Wilbrand I. von Loccum-Hallermund (1120–1167), letzter Graf von Hallermund
- Wilbrand von Oldenburg (vor 1180–1233), Bischof von Paderborn und Utrecht

### Familienname
- Christopher Wilbrand (* 1965), deutscher Koch
- Franz Joseph Julius Wilbrand (1811–1894), deutscher Gerichtsmediziner
- Hermann Wilbrand (1851–1935), deutscher Ophthalmologe
- Johann Bernhard Wilbrand (1779–1846), deutscher Mediziner, Physiologe und Naturphilosoph
- Julius Wilbrand (Mediziner) (1779–1846), deutscher Mediziner
- Julius Wilbrand (1839–1906), deutscher Chemiker, Erstsynthese des TNT